# 夏畈站
夏畈站位于江西省九江市瑞昌市夏畈镇，建于1989年。距武昌站203公里，距庐山站44公里。现为四等站。客运办理旅客乘降，行李、包裹托运；货运办理整车、零担货物发到。
夏畈站主要停靠的通勤车为九江—夏畈的57051/4次和夏畈—庐山的57053次。57053次到达庐山后车次变更为57056次（庐山—马垱）和57055次（马垱—九江）.